# Плесна компанија Туле Лимнејос
Плесну компанију Туле Лимнејос основали су, 1996. године у Бриселу, кореографкиња Тула Лимнејос и композитор Ралф Р. Олерц. Године 1997. седиште компаније пресељено је у Берлин.

## Портрет
Кореографкиња и плесачица Тула Лимнејос је заједно са композитором Ралфом. Р. Олерцом основала Плесну компанију Туле Лимејос 1996. године у Бриселу. По завршетку једноипогодишње уметничке резиденције у Позоришту Л’Л 1997. године, седиште компаније пресељено је у Берлин, након чега су уследила учестала проширења ансамбла.
Године 2001. компанија је добила награду плесног фестивала Нови плесни сусрет, а две године касније у Берлину отворила Плесну сцену – Хала, која је убрзо прерасла у интернационално признату продуцијску кућу за плесну уметност. Године 2004. њена Бекет-триологија под називом Дах снимљена је као плесни филм у продукцији телевизије ЦДФ / Арте (ZDF/arte). 
Захваљујући својим виским уметничким достигнућима, компанија ужива финансијску подршку Берлинског савета за културу почев од 2005. године. За године 2008 – 2010, ансамбл компаније Туле Лимнејос је од Фондација за извођачке уметности добио Признање за врхунски ансамбл независног плеса и театра.
Плесна компанија Туле Лимнејос сарађује са Брегенц фестивалом по чијој наруџбини је 2008. године инсценирала плесни комад Читање Тоске инспирисану истоименом опером Ђакома Пучинија, а у периоду 2008 – 2010 компанија је успешно сарађивала и са Плесном компанијом Жан Би из Сенегала.
Репертоар компаније тренутно обухвата 33 плесна комада и непрестано се шири.
Од 2005. године, Плесна компанија Туле Лимнејос је амбасадор плеса Гете института и Министарства иностраних послова. Својим наступима, компанија представља немачку плесну уметност на сценама широм света, укључујући Африку, Белгију, Бразил, Литванију, Летонију, Данску, Еквадор, Француску, Ирску, Италију, Шпанију, Аустрију, Пољску, Венецуелу и Кипар.
Године 2011. компанија је прославила петнаестогодишњицу постојања, а 2012. Фондација за извођачке уметности доделила јој је истакнуту награду Џорџ Табори.

## Радна структура
Плесна компанија Туле Лимнејос је ансамбл који није привремено окупљен око пројекта, већ следи иманентну потребу за сталним ангажманом својих чланова. Радну структуру компаније одликују дугорочно планирање продукција, фиксно радно време током читаве године и постављање годишњег репертоара у властитом позоришту, што су све предуслови за њен уметнички успех и континуитет. Формални развој компаније обележавају две нове продукције годишње, а од 2006. године карактеришу га стварање једне полифоне, групне представе и једног интимног, камерног комада односно екперименталног дела. Захваљујући сталном ангажману плесача, компанија Туле Лименејос је, поред Плесне компаније Саше Валц и гости, једина берлинска компанија која редовно изводи своје раније комаде.
Плесна компанија Туле Лимнејос је једна од најуспешнијих компанија савременог плеса у Немачкој, која захваљујући ефективној радној структури и интернационалним копродукцијама игра важну улогу у промоцији и развоју плесне уметности.